# 宗教用品店

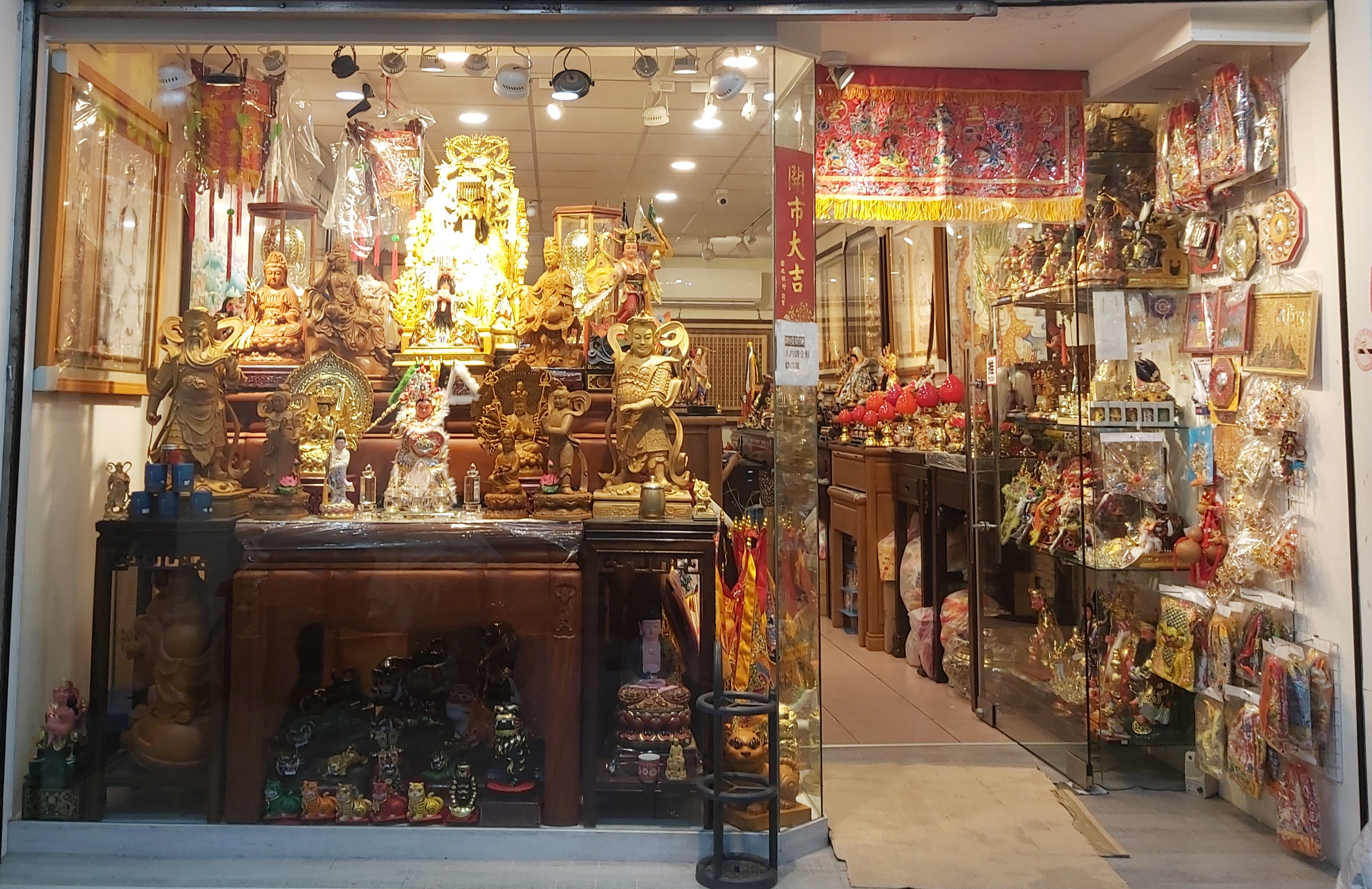
臺灣民間信仰風格的宗教用品店

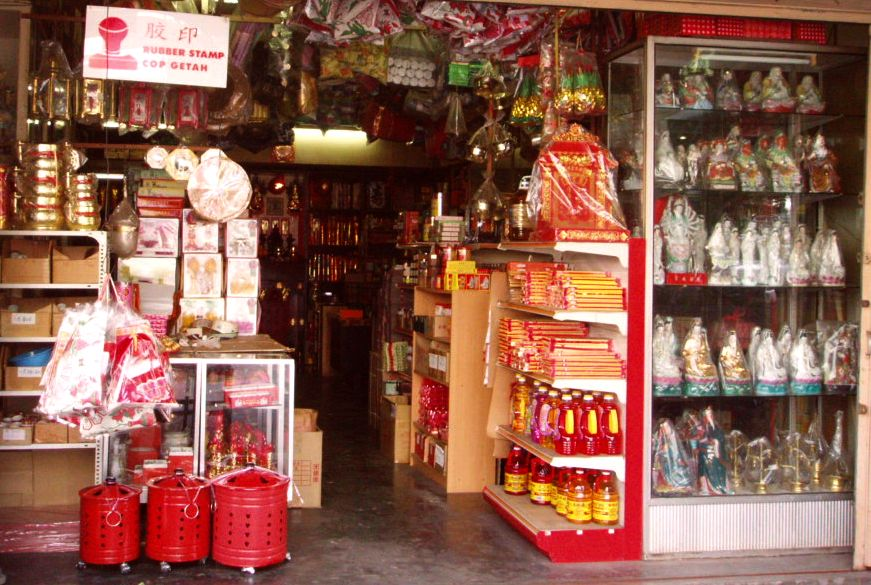
馬來西亞華人宗教用品店

宗教用品店，也稱為宗教書店、宗教禮品店，華人世界傳統三教的宗教用品店稱為「佛具店」或「神料商店」。是專門販賣、供應佛教、道教、中國民間信仰、基督教和伊斯蘭教等特定宗教信徒祭祀、禮拜用器材的零售商店。
這些商店遍布於伊朗、大中華地區以及世界各地的華人聚落。
在伊朗，人們通常會去宗教用品店購買聖書《古蘭經》、《天堂的鑰匙》或諸多如贊珠等其他相關用品。與此相關的服務之一是為穆斯林的已故親屬於《天堂的鑰匙》中增添新頁。
在基督教世界，人們經常去宗教用品店購買基督教藝術品、書籍和家庭靈修材料，以及聖經、日常靈修或十字架項鍊等禮器，用於洗禮、堅信禮和基督教婚禮等場合。

## 販售項目

### 基督教
在基督教世界裡，“宗教用品店”也被稱為“基督教書店”，販售商品包括家庭聖經、基督教藝術、每日靈修書籍、祈禱書、教理問答、十字架項鍊、基督教音樂專輯、祈禱卡、家庭祭壇、小跪凳以及念珠（例如天主教的玫瑰念珠、路德教派的信义宗念珠、英國國教的聖公宗禱告念珠和東正教的祈禱繩）等多元物品。

### 道教與中國民間信仰
- 象徵道教神祇的雕像或繪畫，包括觀世音菩薩或地藏王菩薩等佛教神像與神明彩。
- 黃曆：中國的占卜指南。
- 各種形式的中國香（英语：Incense in China）、安息香和蠟燭。
- 紙錢、冥鈔和各種樣式的紙紮供品。
- 天公、土地公、灶君的牌位及祖先牌位。
- 未開光的宗教神器，如八卦、乾坤太極圖
- 香爐或香座
- 中式茶壺、茶杯和茶葉
- 金爐
- 熏香

## 圖例

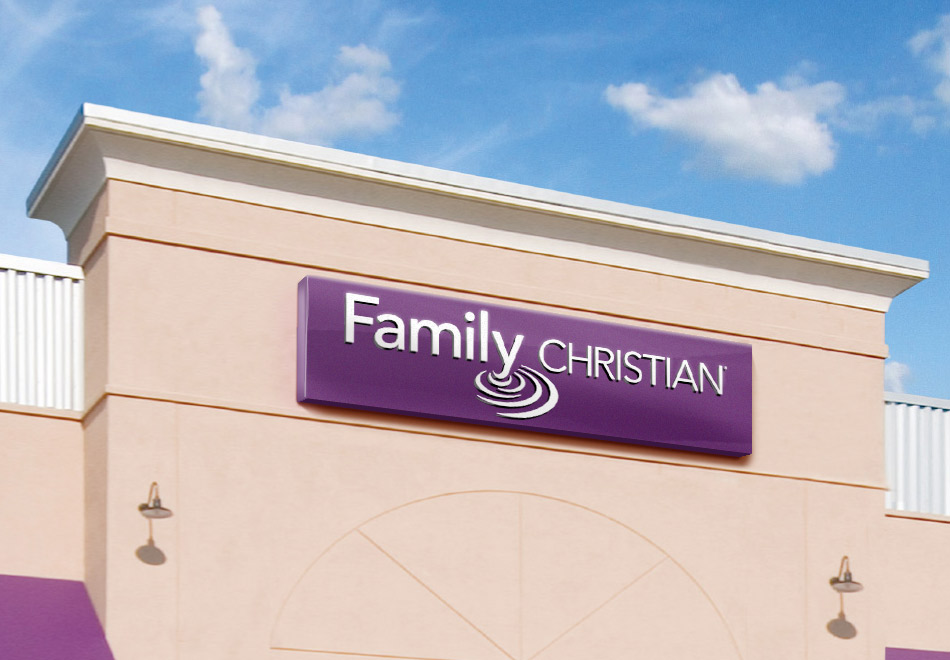
美國一家家庭基督教（英语：Family Christian Stores）宗教用品店的外觀
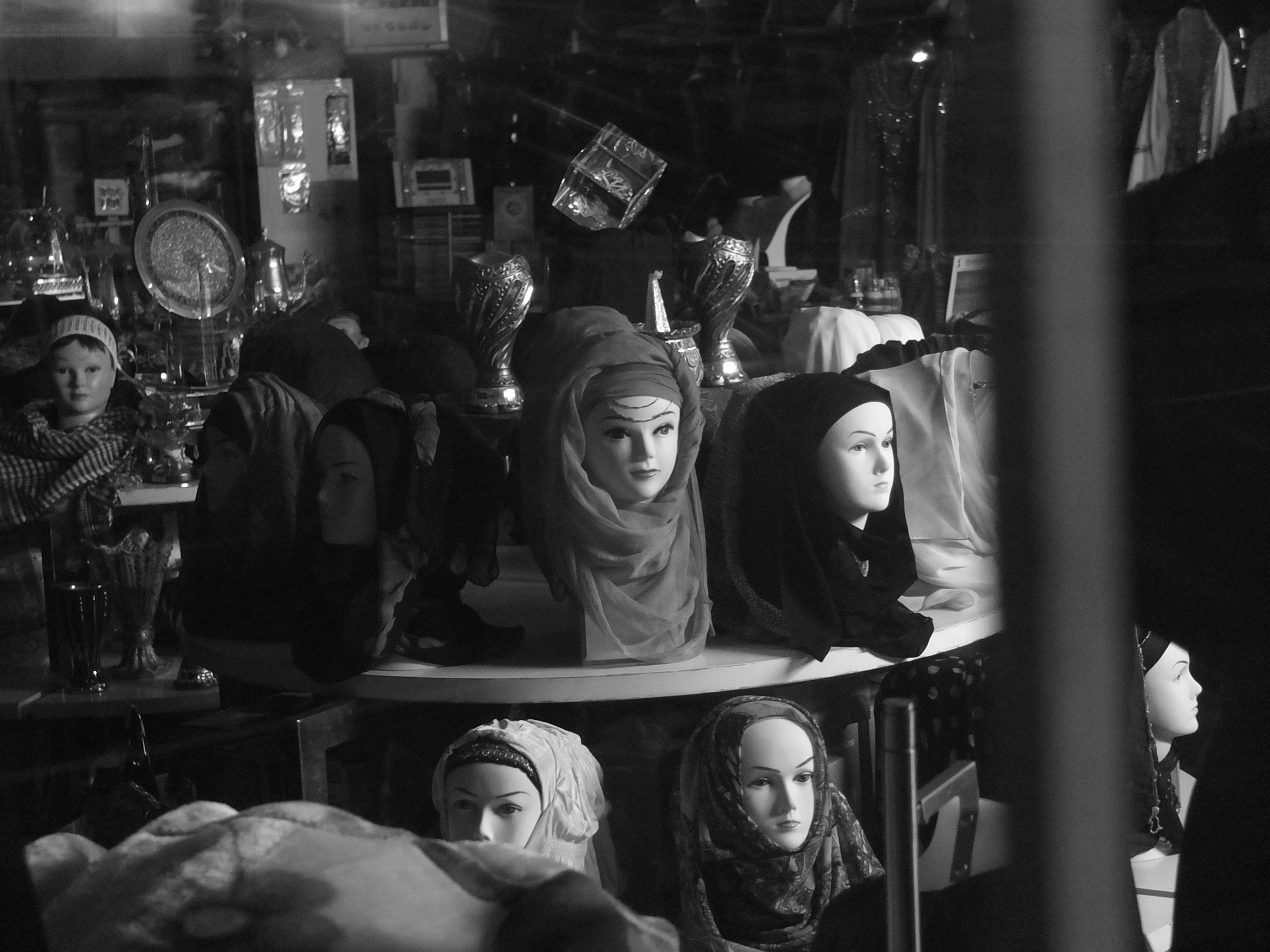
加拿大素里的一家伊斯蘭用品店
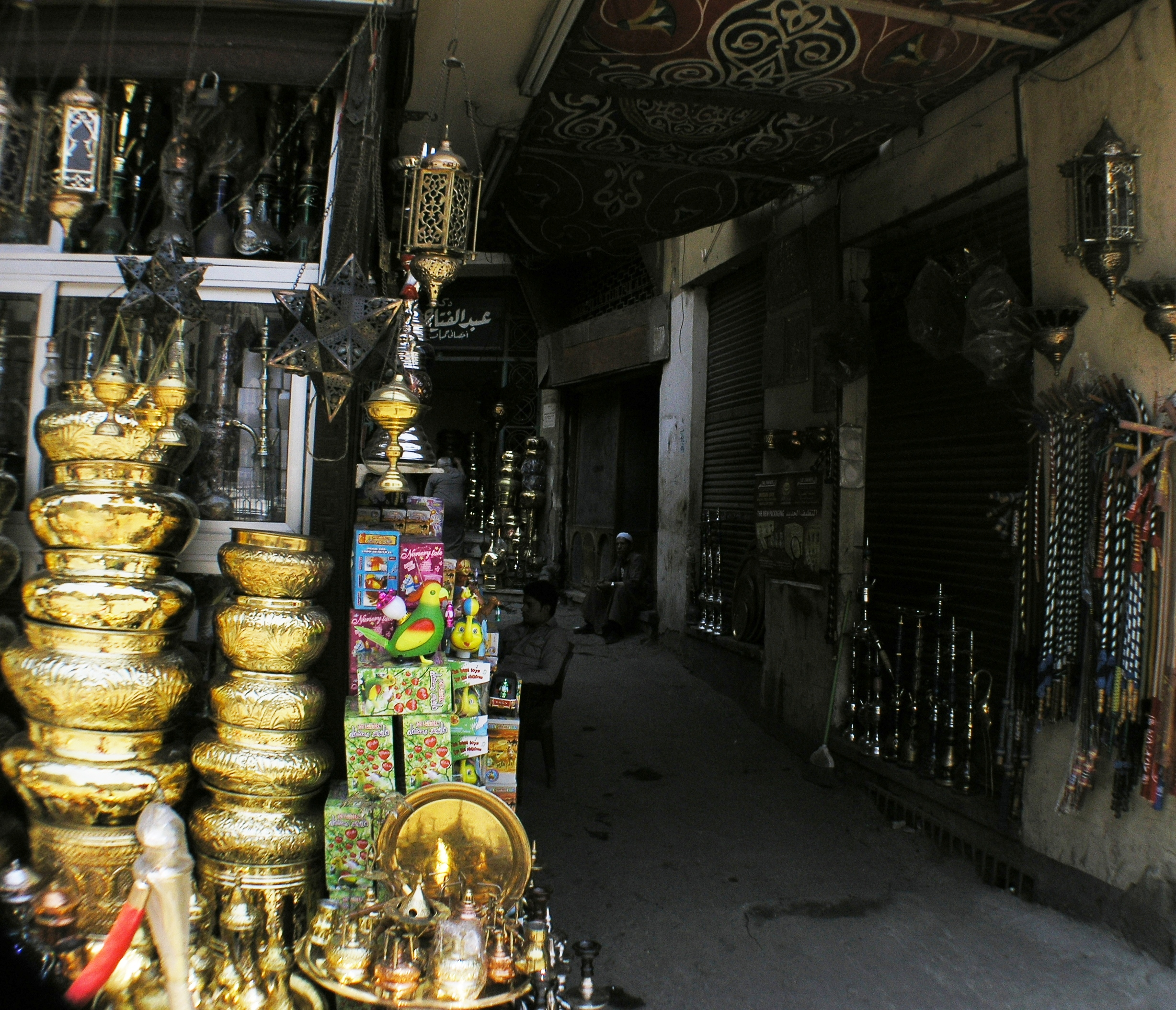
埃及開羅市集上販售的伊斯蘭商品
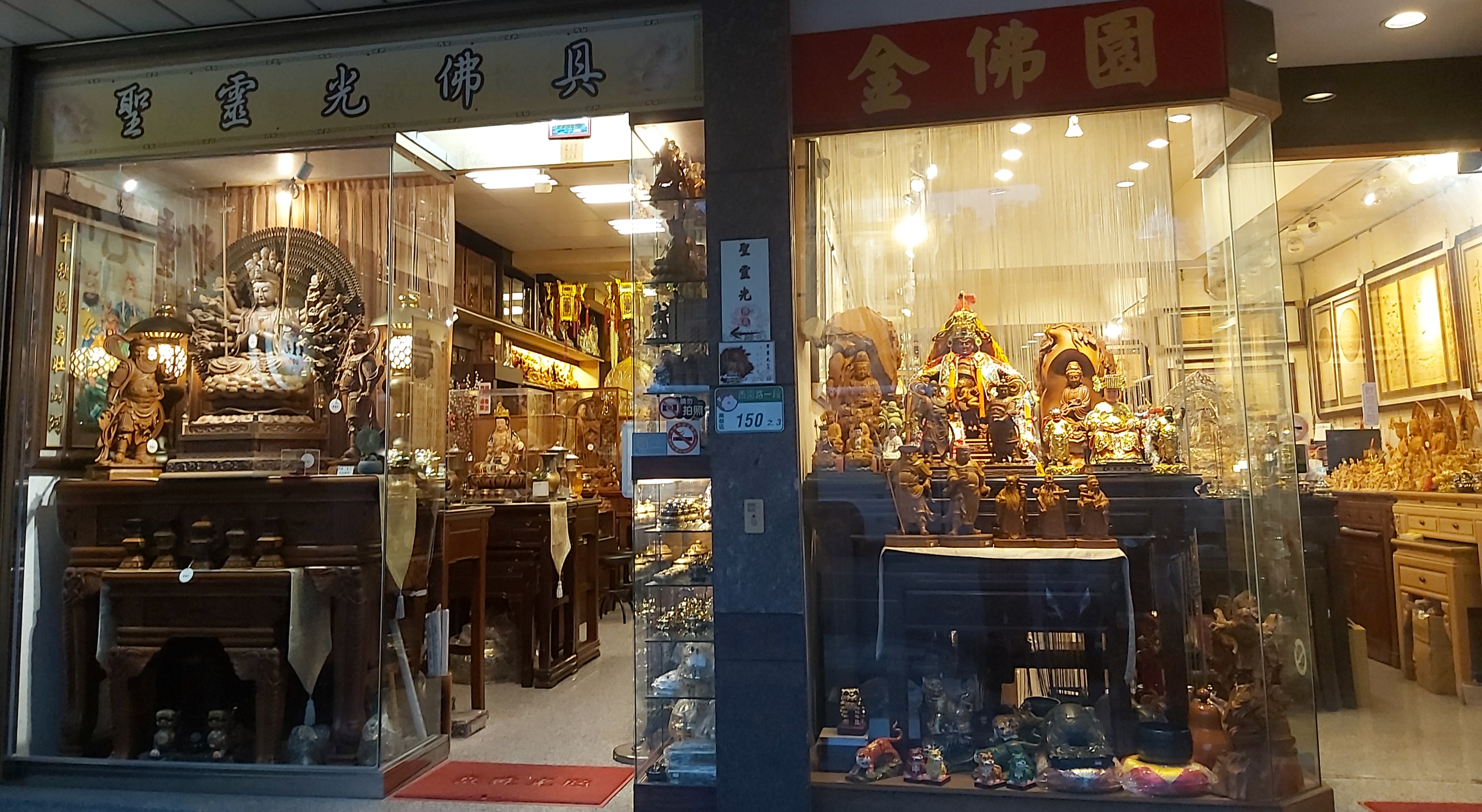
臺灣臺北市艋舺龍山寺旁的佛具店